# Barrage du Plan d'Aval
Le barrage du Plan d'Aval est un barrage de France situé en Savoie, dans la Maurienne, au-dessus d'Aussois et au pied de la dent Parrachée. Avec le barrage du Plan d'Amont situé juste au-dessus, il permet la production d'hydroélectricité.

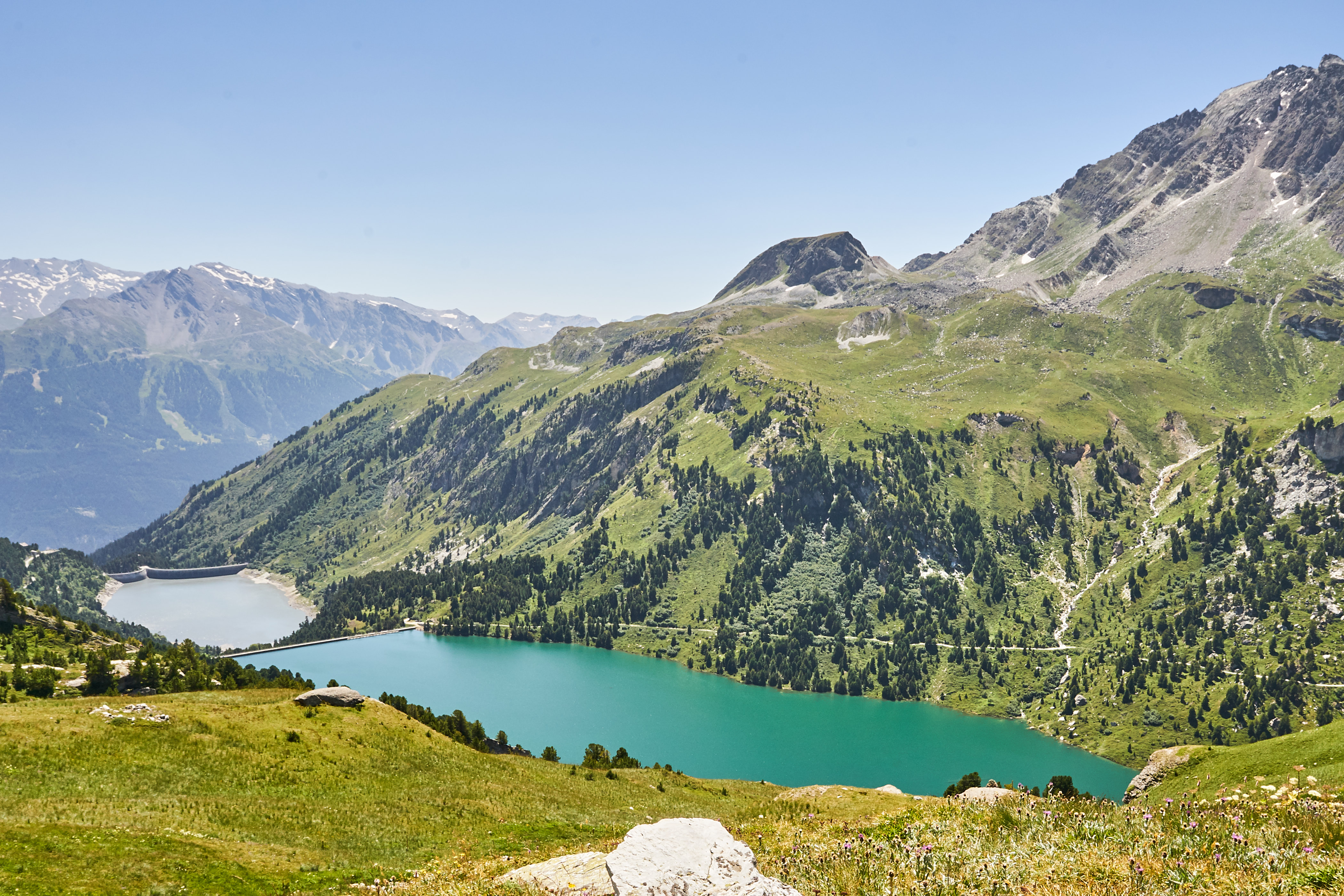
Les lacs et les barrages du Plan d'Amont au premier plan et du Plan d'Aval au second plan vus depuis le nord.